# Маккаллох, Уэйн
Уэйн Уильям Маккаллох (англ. Wayne William McCullough; род. 7 июля 1970, Белфаст) — ирландский и американский боксёр, представитель наилегчайшей, легчайшей и полулёгкой весовых категорий. Выступал за сборные Ирландии и Северной Ирландии по боксу в начале 1990-х годов, серебряный призёр летних Олимпийских игр в Барселоне, чемпион Игр Содружества, победитель и призёр турниров международного значения. В период 1993—2008 годов успешно боксировал на профессиональном уровне в США, владел титулом чемпиона мира WBC.

## Биография
Уэйн Маккаллох родился 7 июля 1970 года в Белфасте, Северная Ирландия.

### Любительская карьера
В 1988 году привлёк к себе внимание Ирландской атлетической боксёрской ассоциации и удостоился права защищать честь Ирландии на летних Олимпийских играх в Сеуле — в возрасте восемнадцати лет Маккаллох стал самым молодым членом ирландской делегации, и на церемонии открытия ему доверили нести флаг страны. Выступая в категории до 48 кг, он благополучно прошёл первого соперника по турнирной сетке, но во втором поединке по очкам уступил канадцу Скотти Олсону.
На чемпионате Ирландии 1990 года одержал победу в зачёте наилегчайшей весовой категории. Принял участие в двух матчевых встречах со сборной США, выиграв у двоих американских боксёров. В составе сборной Северной Ирландии отправился на Игры Содружества наций в Окленде, откуда привёз награду золотого достоинства. Представлял Ирландию на Кубке мира в Мумбаи, где выиграл у троих оппонентов, проиграв только титулованному болгарину Серафиму Тодорову.
В 1991 году боксировал на чемпионате мира в Сиднее, где на стадии четвертьфиналов легчайшего веса был остановлен кубинцем Энрике Каррионом.
Выиграв в 1992 году чемпионат Ирландии в легчайшем весе, Маккаллох затем успешно выступил на европейской олимпийской квалификации в Галле, где занял второе место, проиграв в финале местному немецкому боксёру Дитеру Бергу. На Олимпийских играх в Барселоне одолел четверых оппонентов, тогда как в решающем финальном поединке уступил представителю Кубы Хоэлю Касамайору, получив тем самым серебряную олимпийскую медаль.

### Профессиональная карьера
Вскоре по окончании барселонской Олимпиады принял решение перейти в профессиональный бокс и переехал на постоянное жительство в Лас-Вегас, где проходил подготовку под руководством именитого американского тренера Эдди Футча. В феврале 1993 года успешно дебютировал на профессиональном уровне, в течение года одержал более десяти побед, в том числе завоевал вакантный титул чемпиона Североамериканской боксёрской федерации (NABF) в легчайшем весе. При этом обычно выступал как нейтральный спортсмен без какого-либо флага, и на его боях не исполнялись государственные гимны каких-либо стран.
В 1995 году стал официальным претендентом на титул чемпиона мира по версии Всемирного боксёрского совета (WBC) и отправился боксировать в Японию с местным японским претендентом Ясуэем Якусидзи. Противостояние между ними продлилось все отведённые 12 раундов, в итоге судьи раздельным решением отдали победу Маккаллоху. Впоследствии ирландский боксёр сумел дважды защитить свой чемпионский пояс, победив датчанина Джонни Бредаля и мексиканца Хосе Луиса Буэно.
В 1996 году Маккаллох оставил свой титул вакантным и предпринял попытку стать чемпионом мира WBC во второй легчайшей весовой категории, однако раздельным судейским решением проиграл действующему чемпиону из Мексики Даниэлю Сарагосе, тем самым потерпев первое поражение на профессиональном ринге.
Несмотря на проигрыш, Уэйн Маккаллох продолжил регулярно выходить на ринг и в октябре 1998 года встретился с британцем Насимом Хамедом в бою за титул чемпиона мира в полулёгком весе по версии Всемирной боксёрской организации (WBC). Боксёры преодолели всю дистанцию в 12 раундов, и судьи единогласно назвали победителем Хамеда.
В октябре 1999 года боксировал с мексиканцем Эриком Моралесом за титул чемпиона мира во втором легчайшем весе по версии WBC, но так же проиграл ему по очкам.
В марте 2003 года в бою за титул чемпиона мира WBO в полулёгком весе единогласным решением проиграл шотландцу Скотту Харрисону.
В 2005 году дважды боксировал с мексиканцем Оскаром Лариосом, но так и не смог отобрать у него титул чемпиона мира WBC — если в первом их поединке было достаточно спорное судейское решение, то во втором случае Лариос победил досрочно в десятом раунде. Кроме того, в этом сезоне он официально стал гражданином США и выпустил книгу-автобиографию Pocket Rocket: Don't Quit.
На 2007 год планировался громкий бой против испанца Кико Мартинеса, но тот не смог сделать вес, и бой в итоге отменили.
Последний раз выступал на профессиональном уровне в июне 2008 году, после почти трёхлетнего перерыва вышел на ринг на Каймановых островах против малоизвестного американского боксёра Хуана Руиса — на кону стоял титул чемпиона NABF в полулёгком весе. В перерыве между шестым и седьмым раундами, несмотря на лидерство по очкам, из-за травмы вынужден был отказаться от дальнейшего продолжения боя, а затем взял микрофон и объявил о завершении спортивной карьеры.